# Fernando Lozano Rodríguez
Fernando Lozano Rodríguez (Ciudad de México, 2 de abril de 1940), conocido como Fernando Lozano, es un músico, director y concertador de orquesta mexicano. Ha sido director de numerosos grupos musicales y orquestas de su país. Fue fundador de la Orquesta Filarmónica de la Ciudad de México, en 1978, y la dirigió hasta 1982. Desde el 2007 hasta febrero del 2012, fue director titular de la Orquesta Sinfónica de Xalapa. En febrero del 2013, fue nombrado director artístico de la Orquesta Filarmónica 5 de Mayo, antes denominada Orquesta Sinfónica de Puebla.

## Estudios
Realizó sus estudios musicales en el Conservatorio Nacional de Música, y fue alumno, entre otros, de Francisco Savín y de Luis Herrera de la Fuente. Después, estudió en Francia (residió en la Ciudad Universitaria de París) con Nadia Boulanger. También, siguió cursos de dirección orquestal y composición en Madrid, España, en Siena, Italia y en Holanda. Inició su trayectoria profesional en 1961. A partir de entonces, ha participado como director de ópera y de las principales orquestas sinfónicas de México.

## Trayectoria profesional

(La fotografía cuyo pie de página era el que sigue fue borrada de los archivos de Wikimedia) El entonces príncipe de Gales, hoy Carlos III del Reino Unido, y el maestro Fernando Lozano Rodríguez director y concertador mexicano, en Londres, el año de 1980 tras un concierto de la Orquesta Filarmónica de la Ciudad De México dirigida en la ocasión por este último en el emblemático teatro Royal Albert Hall, ubicado en el sector de South Kensington de la capital británica.

Fernando Lozano ha tenido una larga trayectoria:
- 1971: Fue nombrado director de la Orquesta de la Ópera del Instituto Nacional de Bellas Artes, puesto que ocupó durante tres años.
- 1978: Por iniciativa de Carmen Romano, esposa del presidente José López Portillo, formó la Orquesta Filarmónica de la Ciudad de México, con la que ofreció conciertos en los principales escenarios de México, América del Norte y del Sur, Cuba, Asia y Europa.
- A partir de 1987, promovió la formación de orquestas y coros juveniles de México, en un programa de carácter nacional que llegó a integrar más de cien sinfónicas juveniles.
- Fue fundador, en 1989, y director artístico, de 1990 a 1996, de la Orquesta Sinfónica Juvenil Carlos Chávez.
- Fundó y dirigió el Festival de música y danza de Monterrey.
- Fue director artístico y fundador del Festival Internacional de música de Morelia.
- En 1997, fundó la Orquesta Sinfónica Miguel Hidalgo de la Universidad Autónoma del Estado de Hidalgo, y fue su director artístico durante cuatro años.
- De 2007 a 2012, fue director titular de la Orquesta Sinfónica de Xalapa, Veracruz, grupo sinfónico †con 80 años de labor ininterrumpida.[3]
- Cuenta con una discografía de más de 150 títulos con diversos sellos comerciales. En septiembre de 2009, conmemorando el 80 aniversario de la Orquesta Sinfónica de Xalapa grabó un disco compacto que contiene interesantes arreglos sinfónicos de la música de Agustín Lara, orquestados por Mateo Oliva.
- En el 2006, escribió el libro La mano izquierda, en el que relata su experiencia como director y concertador de orquestas.[4]
- Con el patrocinio de la Fundación Miguel Alemán y el Consejo Nacional para la Cultura y las Artes, en 2010 editó la colección conmemorativa "México y su música, Independencia y Revolución" que contiene 26 discos compactos, grabados con innumerables orquestas y que contienen lo más representativo de la música sinfónica mexicana.
- En febrero del 2013, fue invitado a dirigir artísticamente la Orquesta Filarmónica 5 de mayo, antes Orquesta Sinfónica del Estado de Puebla y fue su director artístico hasta diciembre de 2019. A partir de febrero de 2020 es consejero de la rectoría de la Universidad de las Américas Puebla UDLAP*.

## Reconocimientos
- 1981: Recibió en París el premio "Georges Auric" de la Academia del Disco Francés.
- 1994: Medalla Mozart, en reconocimiento a su trayectoria musical.[5]
- 1996: Recibió el Orfeo de Oro "Michel Garcin" de la Academia Francesa del Disco Lírico "a la mejor creación discográfica" por la primera grabación mundial de Ildegonda (ópera de Melesio Morales).[cita requerida]